# Vladimír Kišša
Vladimír Kišša (* 13. listopadu 1955) je bývalý slovenský fotbalový brankář.

## Fotbalová kariéra
V československé lize hrál za Jednotu Trenčín. Nastoupil ve 30 ligových utkáních. Za reprezentaci do 21 let nastoupil v 1 utkání.

## Ligová bilance
| Ročník                                      | Zápasy | Góly | Minuty | Nuly | Klub            |
| ------------------------------------------- | ------ | ---- | ------ | ---- | --------------- |
| 1. československá fotbalová liga 1977/78    | 11     | 0    | 883    | 3    | Jednota Trenčín |
| 1. československá fotbalová liga 1978/79    | 3      | 0    | 270    | 1    | Jednota Trenčín |
| 1. československá fotbalová liga 1979/80    | 16     | 0    | 1 440  | 3    | Jednota Trenčín |
| 1. slovenská národní fotbalová liga 1982/83 | 23     | 1    | –      | –    | TTS Trenčín     |
| 1. slovenská národní fotbalová liga 1983/84 | 7      | 0    | –      | –    | TTS Trenčín     |
| 1. slovenská národní fotbalová liga 1984/85 | 19     | 0    | –      | –    | TTS Trenčín     |
| CELKEM 1. liga                              | 30     | 0    | 2 593  | 8    |                 |